# Charles de Tournemine
Pour les articles homonymes, voir Tournemine.
Charles de Tournemine, né Charles-Émile Vacher de Tournemine, le 25 octobre 1812 à Toulon, où il est mort le 22 décembre 1872, est un peintre orientaliste français.

## Biographie

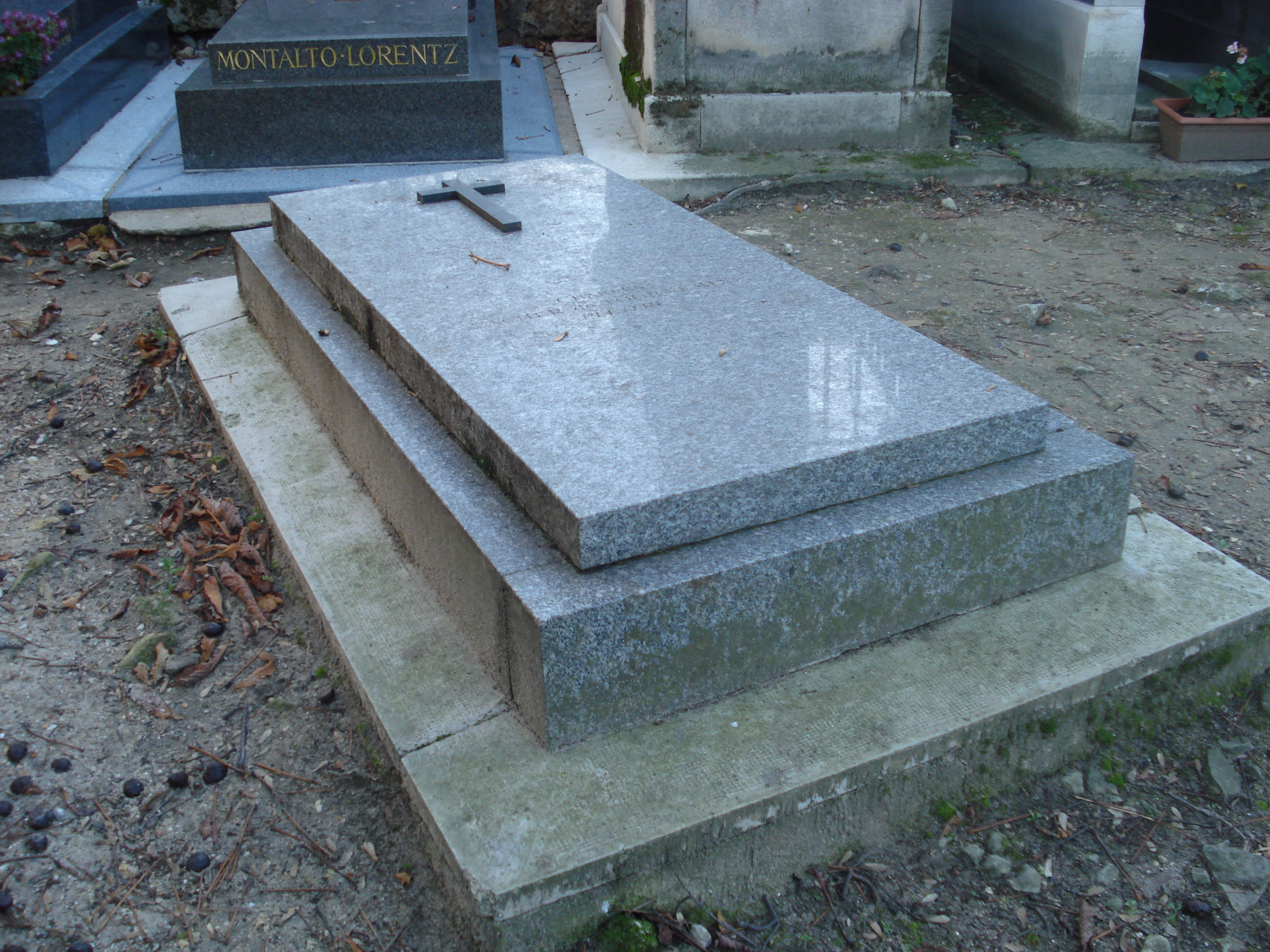
Tombe de Charles de Tournemine au cimetière de Montmartre (division 4).

Petit-fils de l’archéologue Jean-Charles Vacher de Tournemine (1755-1840), Charles de Tournemine est le fils naturel de Bernard Vacher de Tournemine, officier de l’armée française, qui ira déclarer sa naissance à la mairie de Toulon, mais qui n’épousera pas sa mère, Marie Anne Victoire Roubaud. Il n’abandonnera pas son fils, intervenant plusieurs fois dans sa carrière.
Élevé par sa mère seule à Toulon, il montre déjà des aptitudes au dessin. Il entre en 1825 à l’école des mousses et sert sur la goélette L’Amaranthe. Il voyage sur la Méditerranée et découvre les villes de Constantinople, Beyrouth, Tyr, Alexandrie, Chypre, la Syrie et la Tripolitaine. Il est blessé à l’œil gauche à la bataille de Navarin, le 27 octobre 1827.
Il quitte la marine et, le 18 mars 1831, il s’engage dans le 11e régiment d’artillerie, où son père est colonel. En 1840, il devient dessinateur au ministère de la Guerre à Paris. Il habite chez sa tante Agathe et commence à dessiner dans l’atelier très réputé d’Eugène Isabey, où il rencontre des peintres qui deviendront ses amis. En 1843 et 1844, il fait plusieurs voyages en Normandie, Picardie, en Bretagne et pays de Loire. À la mort de sa tante en 1845, il devient son légataire universel et épouse, à Paris, Marie-Émilie-Clarisse Chauvin, le 29 novembre de la même année.
Tournemine fréquente le milieu artistique et achète les œuvres de ses contemporains et amis. À la fin de sa vie, il aura une collection d'œuvres représentatives de l'art de son époque malgré une vente importante de celle-ci en 1853.
Il rencontre Théophile Thoré-Burger et projette, avec lui, une édition ambitieuse sur l’Art moderne, qui ne verra pas le jour. En revanche, il prendra en charge, avec son ami le peintre Louis Français, une publication annuelle de lithographies, Les artistes contemporains, de 1846 à 1853. Ces huit numéros publieront 175 lithographies. Les artistes les plus renommés seront gravés, parmi lesquels figurent Eugène Delacroix, Jean-Baptiste Isabey, Félix Ziem, Prosper Marilhat ou Richard Parkes Bonington.
Il expose au Salon de Paris pour la première fois en 1846. Il montre sept toiles de Bretagne au Salon de 1848. Il entre au musée du Luxembourg en 1852, comme attaché à la conservation. En 1852 sa mère meurt à Toulon, le goût des voyages le reprend. Il demande un congé et vend une partie de sa collection pour partir vers l’Orient avec un nouveau regard, celui d’un peintre orientaliste. D’abord l’Italie puis, en 1853, le littoral d’Afrique du Nord, d’Alger à Tunis furent une révélation pour lui.
Il aurait été nommé chevalier de la Légion d'honneur le 1er janvier 1853
En 1855, il présente ses premiers tableaux orientalistes à l’Exposition universelle de 1855 à Paris.
Après 1857, ses peintures ne font plus référence aux paysages français, et il devient un peintre orientaliste reconnu. Il commence une longue série de voyages en Orient pour compléter ses souvenirs méditerranéens de jeune marin. Puis il va en Turquie, en Asie mineure et en Égypte. Il accède à la commande publique.
En 1860, il repart le long du Danube vers la mer Noire, porte de l’Orient.
Son père, le baron et général Bernard Vacher de Tournemine, meurt en 1861. En 1861, un ami d'enfance, général à la Garde impériale, écrit dans une lettre de recommandation que le peintre a « une nombreuse famille à élever » et qu'il « fait partie de l'administration des musées ». L'État lui achète alors des peintures. En neuf ans, cinq de ses huiles sur toile de grand format, œuvres majeures représentatives de son style, entrent ainsi dans les musées français, dont plusieurs sont envoyées dans des musées de province :
- Café à Adalia (Turquie d'Asie), vers 1856, 69 × 124 cm, achat de l’État en 1861 (Paris, musée d'Orsay)[7],[8] ;
- Promenades de femmes turques en Asie mineure ; soleil couchant, 68 × 125 cm, achat de l’État en 1863 (Montpellier, musée Fabre) ;
- Rue conduisant au bazar à Chabran El Kebir, 90 × 180 cm, achat de l’État en 1865 (musée d'art de Toulon) ;
- Éléphants d’Afrique, 88 × 178 cm, acquis au Salon de 1867, don de l’empereur au musée du Luxembourg à Paris (Paris, musée d'Orsay)[9] ;
- Retour de chasse ; scène indienne, 58 × 120 cm, achat de l’État en 1868 (musée des beaux-arts de Marseille)[10].

En 1863, lors d'un voyage de trois mois en Asie mineure, principalement sur la cote ouest, il prend beaucoup de notes et croquis qui seront la matière de son œuvre à venir.
En 1864, Tournemine rencontre les frères Goncourt qui publient par la suite Manette Salomon, dans lequel ils s’inspirent de leur correspondance avec Tournemine lorsqu’il voyageait en Asie Mineure.
En 1869, il fait partie de la suite de l’impératrice Eugénie qui voyage en Orient sur invitation du vice-roi d’Égypte à l’occasion de l’inauguration du canal de Suez, en compagnie de Narcisse Berchère, Eugène Fromentin, Jean-Léon Gérôme et Charles-Théodore Frère.
Il a la responsabilité de la sauvegarde des collections du musée du Luxembourg pendant le siège de Paris. Il met un terme à sa carrière de conservateur après les évènements de la Semaine sanglante de la Commune en mai 1871. Il retourne à Toulon, où il meurt le 22 décembre 1872. Il est inhumé à Paris au cimetière de Montmartre (4e division).
Son fonds d'atelier et ses collections sont vendus aux enchères à l'hôtel Drouot, du 2 au 4 février 1874. D'autres œuvres sont dispersées lors de la vente aux enchères de la collection de sa veuve, le 15 avril 1880.

## Œuvres dans les collections publiques
- Bernay, musée des Beaux-Arts : Petit kiosque, huile sur toile ;
- Bordeaux, musée des beaux-arts : Paysage breton, huile sur toile, 12 × 21 cm[15] ;
- Montpellier, musée Fabre :  Promenades de femmes turques en Asie. Soleil couchant (1863), huile sur toile ;
- Paris, musée d'Orsay : Café à Adalia, dit autrefois à tort Habitations turques près Adalia, huile sur toile, 69 × 124 cm[16] ;
- Randan, château de Randan : Éléphants domestiques traversant une rivière en Inde, huile sur toile, 60 × 34 cm[17] ;
- Toulon, musée d'art : Rue conduisant au bazar Chabran-el-Kébir (1865), huile sur toile, 90 × 180 cm[18] ;

Œuvres de Charles de Tournemine
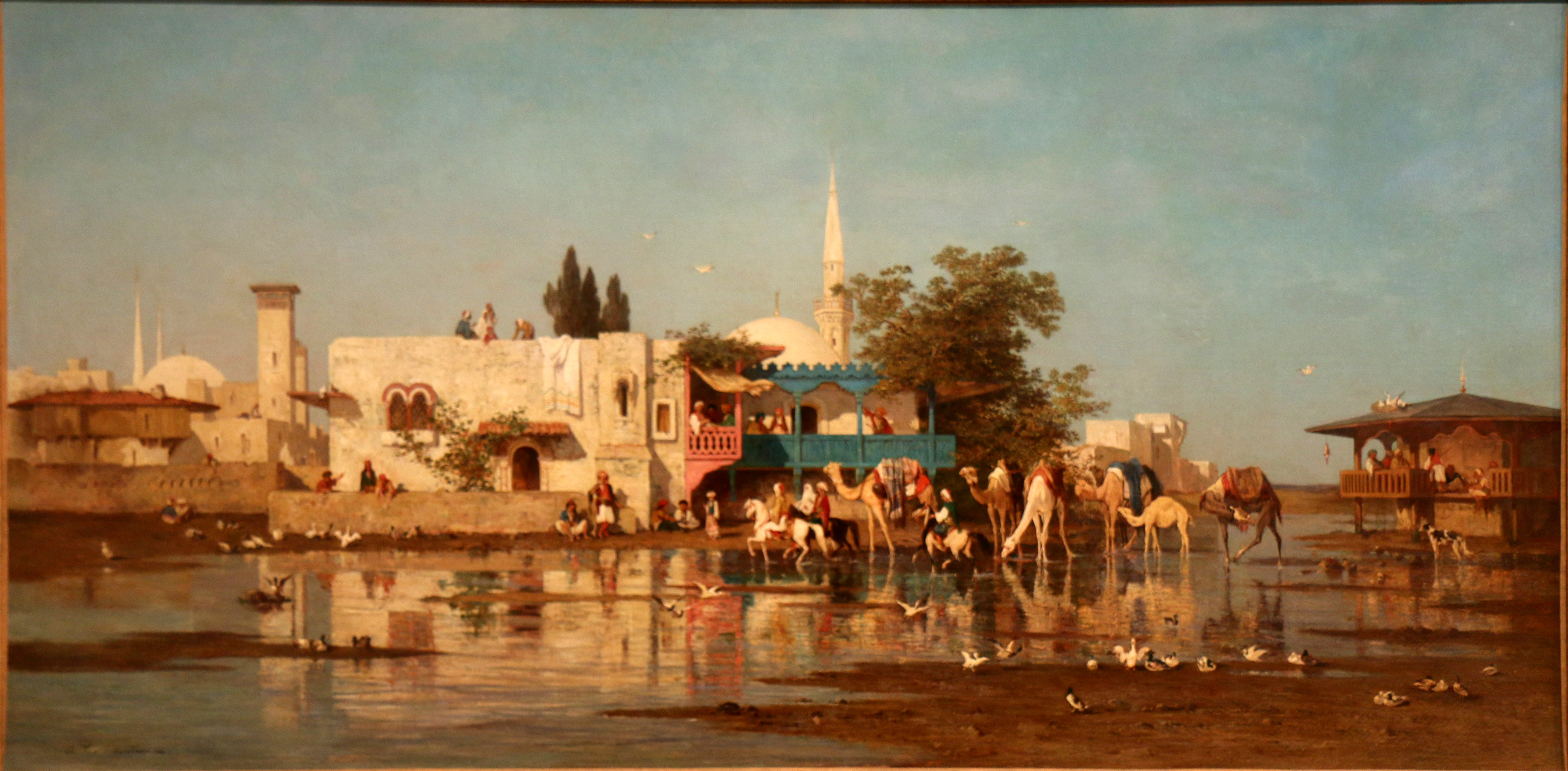
Rue conduisant au bazar Chabran-el-Kébir, Toulon, musée d'art
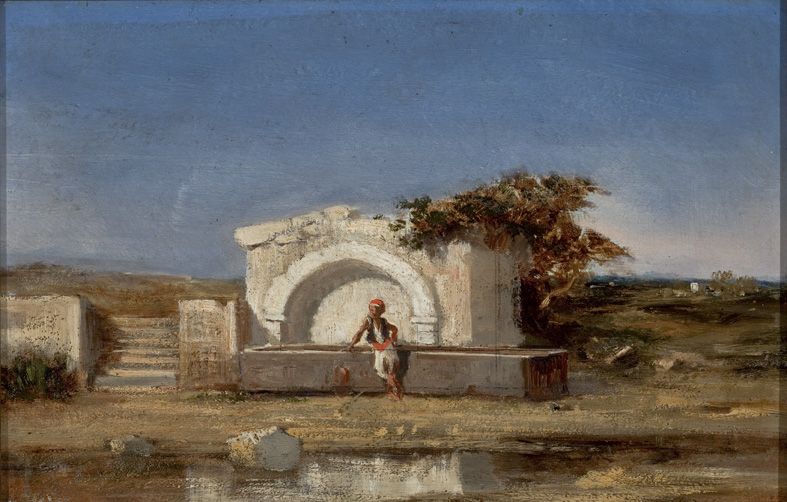
Paysage à la fontaine (vers 1860), musée d'art de São Paulo.
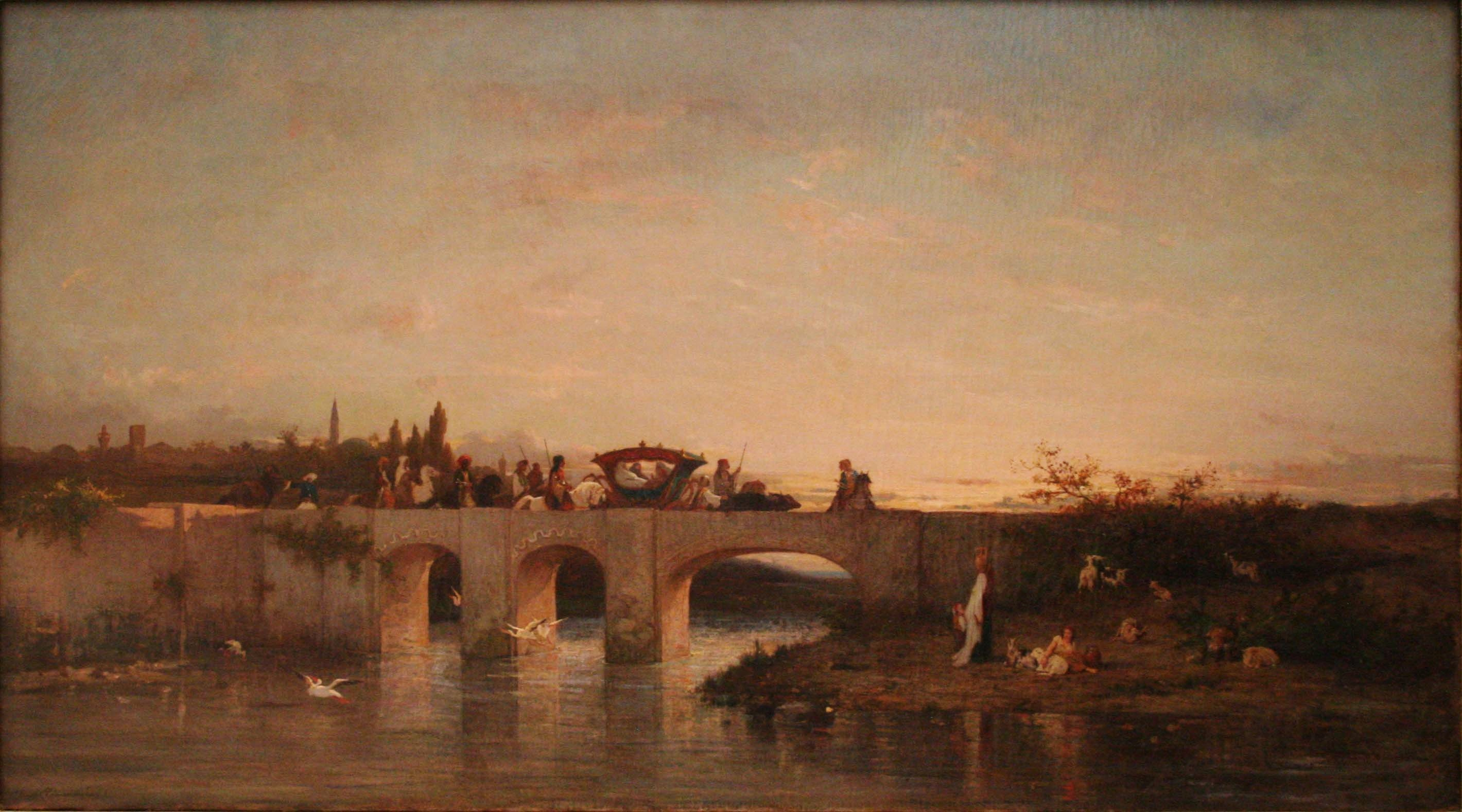
Promenades de femmes turques en Asie ; Soleil couchant (1863), Montpellier, musée Fabre.
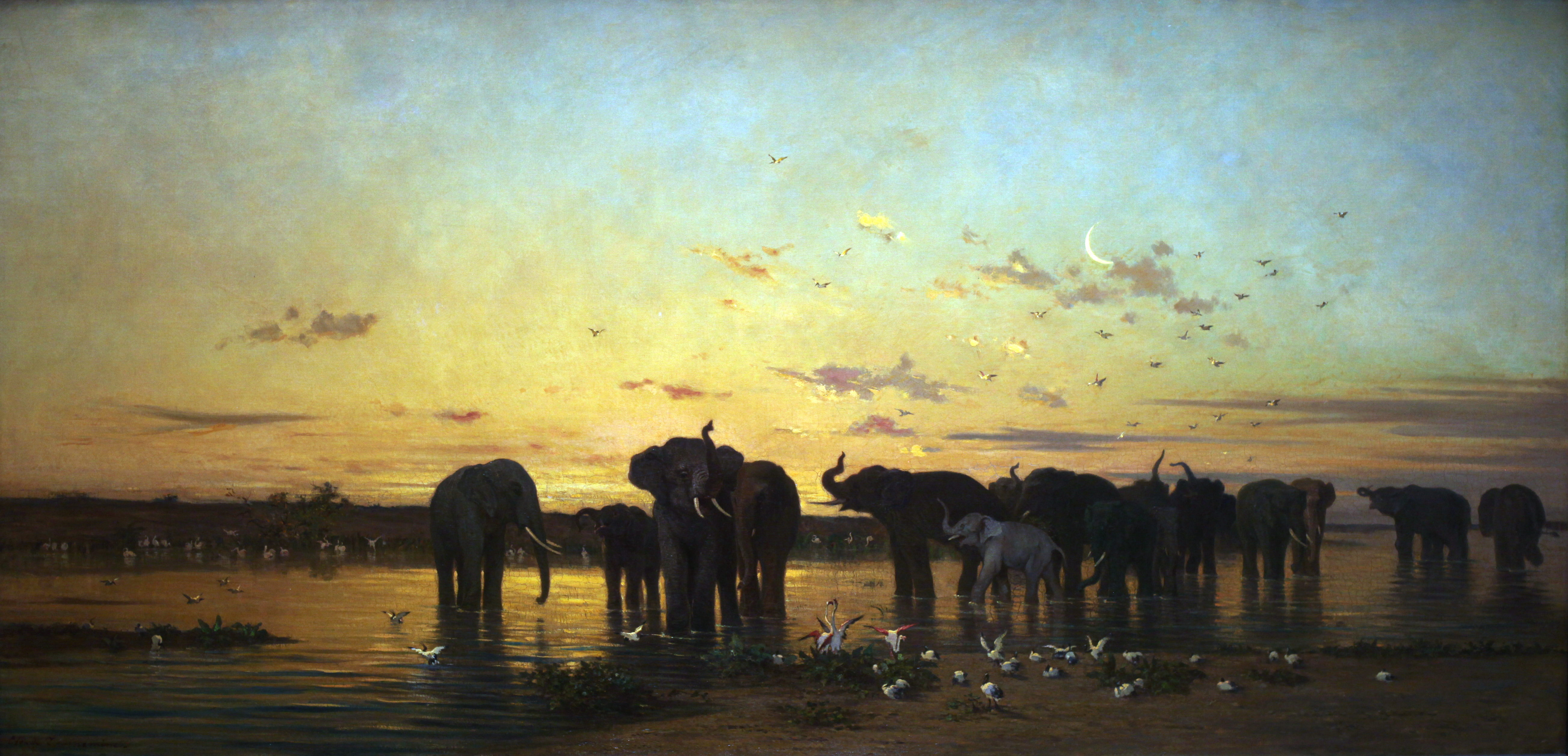
Éléphants d’Afrique (Salon de 1867), Paris, musée d'Orsay.